# Mycobacterium ulcerans
Mycobacterium ulcerans tillhör släktet mykobakterium och är en långsamväxande bakterie som förekommer i tropiskt klimat. M. ulcerans infekterar subkutan fettvävnad i huden och orsakar infektionen burulisår (Buruli ulcer) vilken är en nekrotiserande hudsjukdom. Symptom på burulisår är ofta smärtfria hudsår som tar lång tid att bryta ut och kan därför vara svåra att upptäcka i tid. Exakt hur transmissionen till människor går till är fortfarande okänt. M. ulcerans tillväxt sker vid fukt- och vattenförhållanden och är optimal vid temperaturer på 30-33°C. M. ulcerans ökar vid globala miljöförändringar där förutsättning möjliggörs för M. ulcerans att utnyttja nya ekologiska nischer.
Första fallet av burulisår, som orsakades av M. ulcerans, upptäcktes först av Cook i Uganda 1897. Därefter har fall rapporterats från minst 32 länder, främst från västra Afrika.

## Förekomst
M. ulcerans är en långsamväxande bakterie som förekommer runt om i världen men framför allt i tropiska klimat där det är fuktigt och varmt.
Västra Afrika är främst drabbat men bakterien förekommer även i Sydamerika, Australien, Asien och Oceanien. Bakterien trivs bäst i samhällen där det finns träsk, våtmarker och stillastående vatten. Man kan även se att den finns i miljöer där människan har skövlat skog, och vid dammanläggningar.
Sedan 1980-talet har sjukdomsfallen ökat drastiskt i västra Afrika. Detta beror på att sanitära möjligheter och tillgång till rent vatten är minimal och därför är smittorisken väldigt hög.
Även om burulisår hittas i nästan alla åldersgrupper, är de flesta rapporterade patienter mellan 5 och 15 år gamla med en jämn könsfördelning. Dock har intressanta studier visat på att en överrepresentation av infektion orsakad av M. ulcerans återfinns hos pojkar bland de yngre patienterna och hos kvinnor bland de äldre patienterna. Detta är ett mönster som kan förklaras med de olika ålders- och könsrelaterade vanorna som huvudsakligen görs av kvinnor och barn, såsom badning, risplantering och skörd vid vattenkroppar.

## Effekten av globala miljöförändringar
M. ulcerans är signifikant med överförings dynamik av flera värdar och är beroende av lokala effekter av globala miljöförändringar, för dess infektiösa vägar till människor. Förändrade miljöer och förändring i den ekologiska funktionen av våtmark-ekosystemet skapar nya abiotiska förhållanden och biologisk mångfald, vilket ger förutsättning för generalistiska patogener som M. ulcerans att utnyttja nya ekologiska nischer och föröka sig. Detta kan i sin tur leda till infektion i nya värdarter i den nya miljön, och därmed kan M. ulcerans modifiera sina överföringsvägar.
Högre temperaturer, UV-dämpning och lägre upplöst syre är miljöförhållanden som underlättar M. ulcerans tillväxt. Avskogning leder till ökad vattentemperatur som kan underlätta M. ulcerans tillväxt som är optimal vid temperaturer på 30-33 ° C. Det har även dokumenterats att UV sänker M. ulcerans celleabilitet och därmed kan här även avskogning och högeffektivt jordbruk främja ökade näringsämnen.

## Infektion
M. ulcerans orsakar sjukdomen burulisår vilken är en nekrotiserande hudsjukdom lokaliserad i subkutan fettvävnad.

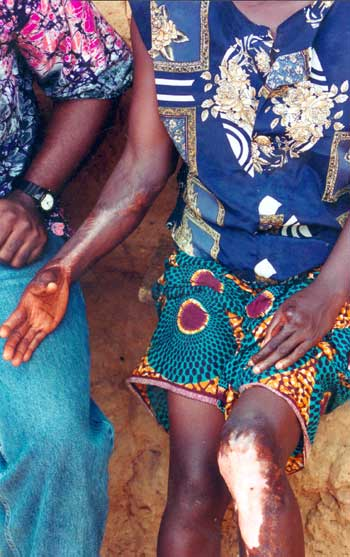
Läkta Burulisår.

M. ulcerans växer mycket långsamt och har en optimal tillväxttemperatur på ca 32 ° C, vilket förklarar att den trivs i huden. Emellertid kan även skelett bli infekterat av M. ulcerans på grund av angränsande spridning, eller genom lymfatisk spridning eller hematogen spridning.
Omfattande nekros är ett kännetecken för histopatologin hos burulisår och har associerats med den höga toxiciteten hos M. ulcerans. Denna egenskap hos M. ulcerans är unik bland humana patogena mykobakterier, och beror på produktionen av det cytotoxiska exotoxinet mykolakton (en. Mycolactone) som är en polyketid-deriverad makrolid. Mykolakton utsöndras i vävnaden som bakterien tagit sig in i, sänker immunförsvaret och orsakar omfattande vävnadsnekros följt av sårbildning, och tros alltså vara den huvudsakliga orsaken till uppkomsten av burulisår.
Mykolakton A/B är det mest aktiva och utbredda cytotoxinet och är karakteristisk för M. ulcerans-stammar från Afrika. Experiment med externt tillsatt mykolakton A/B visar att den har intensiv cytotoxisk aktivitet som påverkar monocyter, makrofager, neutrofiler, lymfocyter, fibroblaster och dendritiska-, epitel- och adiposa celler. För L929-celler är 0,01 ng/ml mykolakton A/B tillräckligt för att framkalla celldöd.
Kliniska symptom på sjukdomen är smärtfria knölar, ödem och plack, följt av omfattande hudsår och vävnadsförlust, även detta oftast smärtfritt eller med begränsad smärta.
Burulisår kan ta väldigt lång tid att läka, från månader upp till år även med framgångsrik behandling under adekvat sjukvård. På grund av långvarig sårbildning kan stora ärr och kontrakturer leda till funktionsnedsättning.
Än finns det ingen data på specifika känslighetsfaktorer som innebär större risk att bli infekterad av M. ulcerans. Däremot ligger mottaglighetsfaktorer som upptäckts i andra mykobakteriella sjukdomar till grund för flera hypoteser relevanta för framtida forskning om värd- och miljöriskfaktorer för att utveckla effektiva strategier, i hopp om att bekämpa uppkomsten av burulisår. En studie från Ghana har visat att en genetisk polymorfism i SLC11A1-genen spelar en roll i mottaglighet för att utveckla burulisår, med en uppskattad befolkningsrelaterad riskprocent på 13%.

## Spridningsvägar
Överföringsmetoden för infektionen är än idag dåligt förstådd, men den mest troliga hypotesen säger att infektionen uppstår genom att ett sår i huden, litet som stort, kommer i kontakt med miljöer där M. ulcerans närvarar, som till exempel mark och stillastående vatten. Även viss typ av vegetation och insekter som lever i eller nära vatten där M. ulcerans närvarar kan överföra bakterien. Många studier har till exempel visat att bett av vattenlevande insekter kan överföra bakterien till människa.
Dålig tillgång till rent vatten, sanitära möjligheter, nedsatt immunförsvar, dålig sårvård, avvikelse från skyddskläder och att leva eller arbeta nära vattenkroppar är allmänt identifierade riskfaktorer till burulisår i flera studier. Direkt överföring mellan människor av M. ulcerans tros vara extremt sällsynt.
Sjukdom har inträffat i landsbygdsområden i närheten av förorenade och stillastående vattenkällor, såsom träsk, våtmark och långsamma floder. Främst i flod- och träskområden i tropiska zoner i Afrika, Asien och Sydamerika. M. ulcerans har funnits vid markprover i samband med snabba miljöförändringar, i form av mänskliga aktiviteter såsom avskogning, risodling, övergödning, dammkonstruktion, bevattning och fragmentering av livsmiljöer. Klimatmönster i form av regnfall och översvämning är andra faktorer där M. ulcerans förekommer.
Rapportering av M. ulcerans har i grund och botten kopplats till lera, detritus och vattenfiltreringsmedel. Utifrån dessa källor kan vattenlevande insekter ha en viktig roll att M. ulcerans upprätthålls i vattenmiljöers livsmedelsbanor. Genom vattenlevande insekters- eller andra ryggradslösa djurs utfodringsaktivitet kan mykobakterier spridas. De kan möjligtvis sedan transporteras vidare till andra värdar, exempelvis fiskar, fåglar eller andra predatorer som potentiellt kan sprida M. ulcerans till andra vattenmiljöer. Dessa multipla spridningsvägar från flera värdarter kan sammankoppla förståelsen av patogena överföringsvägar till människor från djurreservoarer.
Det verkar som att bakteriell belastning tenderar att öka mot början av torrsäsongen eller efter översvämningar. Dessa villkor är antagligen gynnsamma för utvecklingen av M. ulcerans då livsmiljöerna används mer av möjliga vektorer i områden som ofta används av mänskliga aktiviteter, såsom fiske, badning och tvättning.

## Behandling
Vanligtvis tar det cirka 5–8 veckor för burulisår att bryta ut, men det kan även ta upp till 6 månader. Det är därför som den kan vara svår att upptäcka i tid. Att få rätt behandling i tid är svårt då det är vanligt förekommande i fattigare områden. Lyckas man upptäcka bakterien i tid kan det räcka med att man skär bort det infekterade området och syr ihop. Har det gått längre tid än så krävs det operation. Kirurgi är mer komplicerat eftersom det är dyrare och många har inte råd att vistas på sjukhus en längre tid samt att det finns en rädsla för sjukhus. I första hand så väljer man kirurgi så långt det är möjligt trots de höga kostnaderna.
Det finns även en sorts värmebehandling där man har en varaktig värme på 39°C på det område som är påverkat. I och med att bakterien trivs som bäst i temperaturer mellan 30 och 33°C så gör det att bakterien minskar med högre temperaturer. Rekommendationen i Australien med värmebehandling är 4–6 timmar/dag i 4–8 veckor. Antibiotika har dock blivit ett vanligare och tryggare alternativ än just värmebehandlingen. Värmebehandling förekommer vanligen i de fall då man inte tål antibiotika.
Den behandling som innebär kirurgi gör att många avstår att söka hjälp i tidigt skede. Det finns ingen behandling som förhindrar att sjukdomen kan komma tillbaka och därför behövs fler tester för att dessa läkemedel ska kunna effektiviseras. Efter behandling av burulisår så har hälften av de drabbade fått stora konsekvenser i form av nedsatt fysik och att de får svårt att acklimatisera sig i samhället.